# Лебедёвка (Орловская область)
Лебедёвка — деревня в Марьинском сельском поселении Корсаковского района Орловской области России.

## География
Деревня расположено в 103 км на северо-восток от Орла, на берегу реки Грязная

## Население
| 1915 | 2010 |
| ---- | ---- |
| 199  | ↘0   |